# Jackson, Nebraska
Jackson är en ort i Dakota County i delstaten Nebraska, USA.